# Ikerasaarsuk
Ikerasaarsuk (pol. „Dziwna Mała Cieśnina”), nazywana również Illukoq (pol. „Stary Dom”) – miejscowość na zachodnim wybrzeżu Grenlandii, w gminie Qaasuitsup. Do głównych zajęć mieszkańców należy rybołówstwo i polowania.
W Ikerasaarsuk znajduje się heliport, obsługujący zimą połączenia z  Iginniarfik i Kangaatsiaq. Latem i jesienią dostępne są połączenia promowe do Aasiaat, Attu, Kangaatsiaq, Iginniarfik oraz Niaqornaarsuk.
W 2011 roku w Ikerasaarsuk mieszkało około 107 osób, w ciągu następnych kilku lat liczba mieszkańców zmalała do około 90.